# Pluteolus
Pluteolus is een geslacht van schimmels behorend tot de familie Bolbitiaceae.

## Soorten
Volgens Index Fungorum telt het geslacht drie soorten (peildatum maart 2023):
| Soortnaam             | Auteur(s) | Publicatiejaar |
| --------------------- | --------- | -------------- |
| Pluteolus jamaicensis | Murrill   | 1917           |
| Pluteolus parvulus    | Murrill   | 1912           |
| Pluteolus tropicalis  | Murrill   | 1912           |